# Багрыпш (платформа)
Багры́пш (абх. Баҕрыпсҭа) — железнодорожная платформа Абхазской железной дороги в Абхазии, в Гагрском районе частично признанной Республики Абхазия, согласно административному делению Грузии — в Гагрском муниципалитете Абхазской Автономной Республики.

## Краткая характеристика
Остановочный пункт расположен на электрифицированном участке Псоу — Сухум Абхазской железной дороги, имеет одну высокую платформу. В расписаниях и схемах кроме наименований Багрыпш и Холодная Речка, платформа может именоваться: Багрипш, 2008 км или 2009 км (отсчёт километража ведётся от Москвы).
В окрестностях расположены пансионаты и дома отдыха: «Багрыпш», «Солнечный» и «Холодная Речка», а также бывшая дача И. В. Сталина.

## История
С момента открытия и до распада СССР остановочный пункт относился к Самтредскому отделению Закавказской железной дороги и имел официальное название Синатле (от груз. სინათლე — свет), однако, по воспоминаниям очевидцев, в советское время на схемах движения поездов платформа имела второе название Холодная Речка.
Это наименование связано с расположенным вблизи неё селом Багрыпста (абх. Баҕрыпсҭа — ущелье Баговых: происходит от Баг или Баҕ — основа родового имени), носившим до 4 декабря 1992 года официальное название Холодная речка. Также двойное название — Быгрыпста и Холодная речка имеет и протекающая рядом река.
До 14 августа 1992 года на платформе имели остановку все электропоезда Сочи — Сухуми. Интервал между рейсами пригородных поездов в советское время составлял в среднем три часа. С началом войны в Абхазии движение электричек на этом участке было прекращено. После окончания боевых действий движение пригородных поездов было восстановлено, однако поезда курсировали только на участке Псоу — Сухум.
В 1994 году остановочный пункт был переименован в Багрипш, при этом второе название Холодная Речка сохранилось и используется в том же качестве, что и раньше. В то же время название Синатле продолжает указываться на части карт и в некоторых справочниках, так как Грузия не признаёт независимость Абхазии и по-прежнему официально использует старые наименования географических объектов.

## Пассажирское движение
25 декабря 2002 года сообщение с Адлером было возобновлено, однако вплоть до середины 2010 года движение пригородных поездов по Абхазской железной дороге было нестабильным.
На май 2018 года все поезда проходят через платформу без остановки на ней.